# Walter Steinberger
Walter Steinberger (* 29. November 1924 in München; † 25. Juni 1997 ebenda) war ein deutscher Politiker (CSU).
Steinberger besuchte die St.-Anna-Volksschule und das Wittelsbacher-Gymnasium in München, welches er mit dem Abitur verließ. Nach dem Zweiten Weltkrieg studierte er Geschichte, Germanistik und Staatswissenschaften und promovierte 1951 zum Doktor der Philosophie. Daraufhin war er Mitarbeiter der Arbeitsgemeinschaft der Hochschulen für politische Wissenschaften, 1959 übernahm er die Vertretung einer größeren Versicherungsgesellschaft. Steinberger war Gründungsmitglied der CSU und der Jungen Union. Bei der JU war er Bezirksvorsteher in München, bei der CSU saß er im Landesausschuss und war Vorsitzender des Kreisverbandes München X für Neuhausen-Nymphenburg-Gern. Von 1958 bis 1962 gehörte er dem oberbayerischen Bezirkstag, von 1962 bis 1970 dem Bayerischen Landtag an.